# Aleiodes politus
Aleiodes politus är en stekelart som först beskrevs av Szepligeti 1906.  Aleiodes politus ingår i släktet Aleiodes och familjen bracksteklar. Inga underarter finns listade i Catalogue of Life.